# Kolmanskop

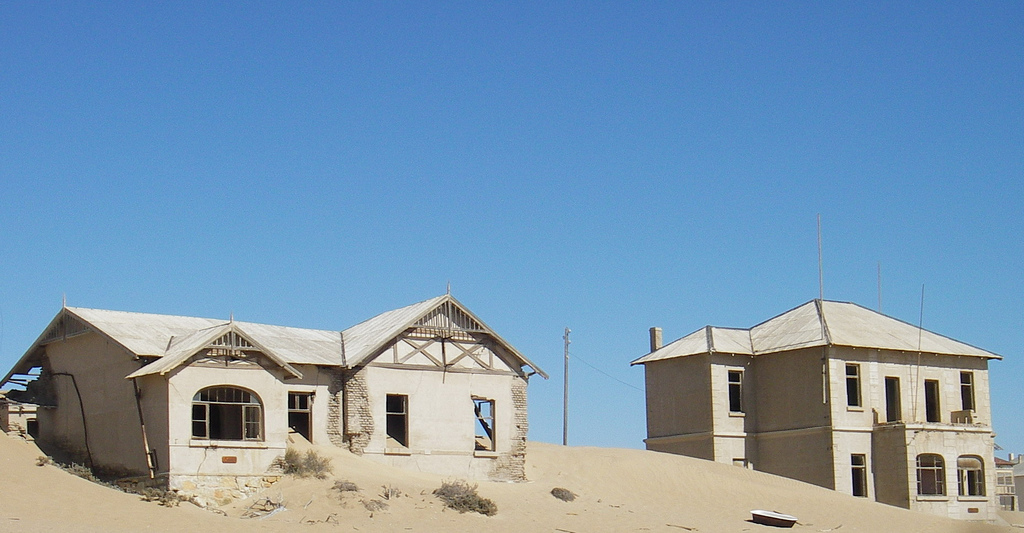
Edificis abandonats a Kolmanskop

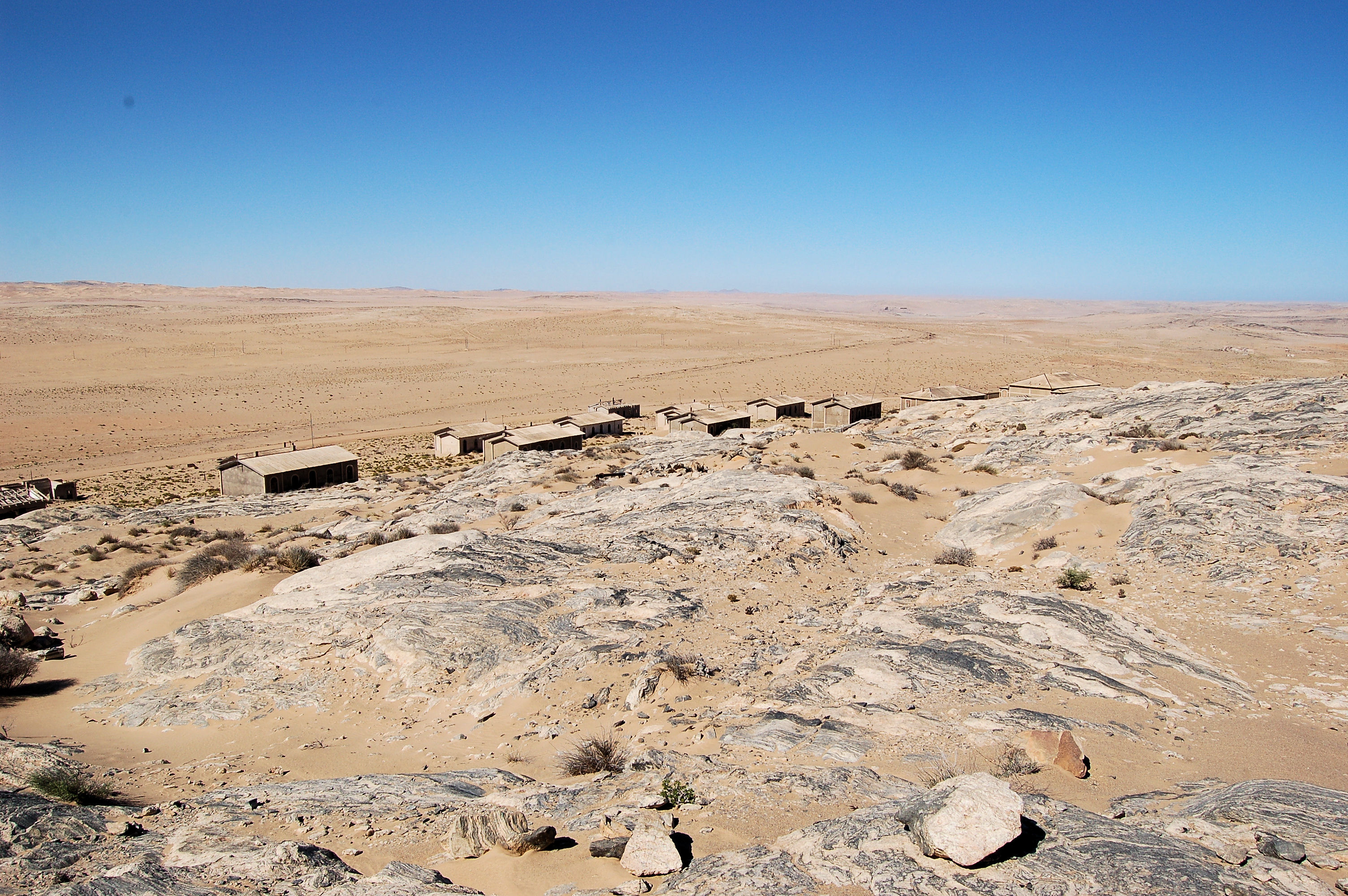
Vista general de Kolmanskop

Kolmanskop (en Afrikaans: Kolmannskuppe) és una petita ciutat fantasma minera abandonada a principis del segle xx, a pocs quilòmetres de la ciutat costanera de Lüderitz, a Namíbia.

## Història
Kolmanskop era un poblat colonial. Va ser construït el 1908 per donar aixopluc als cercadors de diamants que treballaven en aquesta desèrtica regió del Namib, a uns deu quilòmetres de la costa. En aquells moments, els diamants es trobaven amb facilitat a la rodalia, i era fàcil fer-hi fortuna, de manera que en dos anys es va construir una ciutat completa, amb casino, escola, hospital, sala de ball i veritables mansions d'estil centreeuropeu. Namíbia era en aquells moments la colònia d'Àfrica Sud-occidental Alemanya, i malgrat estar envoltats per les sorres del desert, els ocupants de la ciutat volien sentir-se com si es trobessin a Baviera (vegeu: Alemanys de Namíbia), tot i que les teulades inclinades no suportarien mai els llargs dies de pluja.
Kolmanskop va ser la primera localitat africana a disposar d'un aparell de raigs X, importat específicament per vigilar que els miners no ingerissin diamants per a la posterior extracció il·lícita de la mina.
Durant la Primera Guerra Mundial es van extreure uns 1.000 kg de diamants, però immediatament després de la guerra, aquesta quantitat va descendir notablement, i es van trobar diamants molt més grans i en abundància a dos-cents quilòmetres, a la localitat d'Oranjemund, a la rodalia del riu Orange, a l'actual frontera amb Sud-àfrica. La ciutat va ser abandonada i va esdevenir una ciutat fantasma, envaïda per les sorres del desert.
Actualment s'ha iniciat la seva rehabilitació parcial per aconseguir atraure turistes, però encara queden casa enterrades sota la sorra.